# WebCore
WebCore è un framework sviluppato dalla Apple con licenza LGPL, per fornire un motore di layout HTML a macOS. WebCore è una metà del framework WebKit (l'altra metà è JavaScriptCore).
WebCore combina il motore di layout open source KHTML sviluppato dal progetto KDE con una libreria adattatrice, KWQ (pronuncia: "Quack"). La Apple creò l'adattatore KWQ per eliminare la dipendenza di KHTML dal toolkit Qt e da altri moduli KDE. KWQ possiede un'API Objective C per il motore di rendering KHTML basato sul C++, permettendo ad esso di essere accessibile alle applicazioni Cocoa.
Apple annunciò WebCore nel 7 gennaio 2003 al Macworld Expo con il rilascio di Safari. Successivamente gli sviluppatori inviarono le proprie modifiche alla libreria KHTML al progetto KDE. Vedi (EN)  .
Da allora, vari progetti sono stati scritti utilizzando la libreria WebCore, eseguendo il porting su altre piattaforme come il Nokia mobile o sulla libreria cross-platform GNUstep, o utilizzando WebCore nei browser, come OmniWeb di Omni Group.
Sebbene i programmatori Mac potessero utilizzare WebCore per fornire un motore di layout HTML alle loro applicazioni, Apple raccomanda l'uso di WebKit, che è incluso in Mac OS X dalla versione 10.2.7 in poi e di cui l'interfaccia è stabile.

## Applicazioni basate su WebCore
- iWeb
- Mail — Il client e-mail di Mac OS X.
- OmniWeb — Un browser sviluppato dall'Omni Group per Mac OS X.
- RapidWeaver
- Sandvox
- Shiira